# Charles Le Page
Charles François Le Page, né en 1803 à Laon et mort après 1868, est un poète, chansonnier, goguettier, écrivain, journaliste et inventeur français, fondateur en 1831 de la célèbre goguette parisienne de La Lice chansonnière.

## Biographie
La vie de Charles Le Page est mal connue. Il a été chansonnier, journaliste et inventeur. De 1841 à 1868 il a déposé au moins 38 brevets, certains en association avec d'autres inventeurs. Le premier qu'il a déposé, avec E. Philippe de Vasserot porte le numéro 12501 et date du 25 janvier 1841. Il s'agit d'un Mécanisme de remplacement des roues à aubes dans les bateaux à vapeur. L'intérêt de Charles Le Page pour ce sujet s'explique par le fait qu'il a exercé la fonction de gérant des bateaux à vapeur reliant Saint-Cloud à Paris.
Henri Avenel, dans une biographie du chansonnier Eugène de Pradel, publiée en 1890, indique que, comme beaucoup de chansonniers sous le règne de Louis XVIII, Charles Le Page a connu l'emprisonnement à la prison de Sainte-Pélagie
Charles Le Page était très proche du goguettier Émile Debraux. 
À un moment, ce dernier écrivait assidûment dans le journal l'Extra Muros, dont les bureaux étaient situés alors Passage du Grand-Cerf, n° 6, et dont le directeur était Charles Le Page. 
Un certain nombre de publications ont été faites en commun par Charles Le Page et Émile Debraux. Le recueil commun intitulé « Chansons nouvelles de MM. Ém. Debraux et Ch. Le Page », publié en 1826, porte à la fin l'indication qu'il s'agit d'une publication par fascicules et par souscription. Sur la couverture du fascicule conservé à la Bibliothèque nationale de France est précisé qu'il s'agit de la deuxième livraison
Charles Le Page a envisagé de créer la goguette de La Lice chansonnière avec Debraux. À la mort de Debraux, survenue en 1831, Charles Le Page composera une chanson éponyme en son honneur à chanter sur l'air du beau Tristan.
Finalement La Lice chansonnière sera fondée en 1831 par Charles Le Page seul.

## Œuvres
- La Lanterne magique ministérielle, pièce curieuse en 6 tableaux, par Charles Le Page, éditeur : les marchands de nouveautés, Paris 1830, 28 p. ; in-8.
- Chansons politiques et autres de Ch. Le Page... (Édition unique, revue, corrigée et augmentée par l'auteur) (pseudonyme : Hippolyte Niade), éditeur : Constant-Chantpie, Paris 1836, 1 vol. (IX-308 p.) : pl. gravées, couv. ill. ; in-8.
- Le Triboulet. Journal en chansons rédigé par Charles Le Page, premier numéro paru en 1843.

## En collaboration avec Émile Debraux
- Biographie des souverains du XIXe siècle, par deux rois de la fève (Paul-Émile Debraux et Ch. Lepage) Éditeur : Chez les marchands de nouveautés, au Palais Royal. Paris 1826, In-32, 191 p.
- Chansons nouvelles de MM. Ém. Debraux et Ch. Le Page  (pseudonyme : Hippolyte Niade), impr. de Sétier, Paris 1826, P. 19-36 ; in-18 (la couverture porte l'indication : « 2e. Livraison »).
- Adieux des tambours de la garde nationale à leurs colonels , pot-pourri en manière de grande complainte, par Ém. Debraux et Ch. Le Page, suivi de la superbe chanson de M. Pigeonneau, fils aîné de M. Pigeon, éditeur : les marchands de nouveautés, Paris 1827, 31 p. ; in-32.
- Grand désespoir des censeurs à l'occasion de la mort de la Censure et de la dissolution de la chambre des députés. Mélodrame-pot-pourri, en 2 journées. Par É. Debraux et C. Lepage, éditeur : les marchands de nouveautés, Paris 1827, 32 p. ; in-32.
- Testament des ministres, rêve de deux bons français, mis en pot-pourri, par Émile Debraux et Charles Le Page, éditeur : les marchands de nouveautés, Paris 1827,  24 p. ; in-8.
- Villèle aux enfers , poème héroï-tragi-comico-diabolique en quatre chants, par Ém. Debraux et Ch. Lepage, éditeur : chez les marchands de nouveautés, Paris 1827, 95 p. ; in-8.
- Le Momusien, recueil de chansons inédites, publié par Ém. Debraux, Ch. Le Page, etc. Éditeur : imprimerie de Sétier, Paris 1828. (Charles Le Page figure ici sous le pseudonyme de Hyppolite Niade).
- Chansonnier de tous les arts, états, métiers, professions, contenant des chansons des meilleurs auteurs, sur les acteurs, actrices, auteurs, avocats, bateliers, blanchisseuses, brodeuses, etc. recueillies par E. Debraux et Ch. Lepage, éditeur : Terry, Paris 1833, 1 vol. (X–299 p.), frontispice ; in-12.

## Source
- Gaston Vermosen Charles François Le Page. Chansonnier - Poète - Écrivain - Rédacteur - Journaliste - Inventeur. Période 1803 - 1870, Edité par l'auteur, 2013.